# Aeropuerto de Bari-Palese

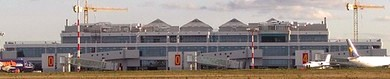
Vista del lado aire del aeropuerto.

El Aeropuerto de Bari-Palese "Karol Wojtyła" (en italiano: Aeroporto di Bari-Palese "Karol Wojtyła") (IATA: BRI, OACI: LIBD) es un aeropuerto que da servicio a la ciudad de Bari, en el sureste de Italia. Se encuentra a unos 8 km al noroeste del centro de la ciudad. El aeropuerto es también conocido como Aeropuerto Palese Macchie (en italiano|Aeroporto di Palese Macchie) debido a la cercanía con la población de dicho nombre.
Las instalaciones aeroportuarias han sido mejoradas en 2005-2006 con la apertura de una nueva terminal de pasajeros con cuatro puentes de embarque, una nueva torre de control y un aparcamiento en altura. 
El aeropuerto maneja 4.673.652 pasajeros en 2017. 

## Historia
El aeropuerto de Bari fue en sus inicios un aeropuerto militar, localizado en las afueras de Bari. En los 60 fue abierto a los vuelos civiles y comenzaron los vuelos regulares civiles de Alitalia a Roma, Catania, Palermo, Ancona y Venecia. Las rutas fueron más tarde operadas por ATI, utilizando un Fokker F27. Cuando ATI puso en operación el nuevo DC-9-30 se convirtió en una necesidad el construir una nueva pista, mientras que el complejo militar fue utilizado como terminal de pasajeros.
En 1981 una nueva construcción fue completada, que inicialmente se pensó para funcionar como terminal de carga, si bien finalmente se convirtió en la nueva terminal de pasajeros. En 1990, con el Mundial de Fútbol, la pista fue ampliada y la terminal mejorada, sin mayores renovaciones hasta 2000.
Sin embargo, el incremento de tráfico mostró las limitaciones de las infraestructuras del aeropuerto y en 2002 se dio el primer paso hacia la construcción de una nueva terminal de pasajeros. En ese mismo momento, las infraestructuras de vuelo (plataforma de aeronaves, pista, etc.) fueron mejorados. En 2005, la nueva terminal estaba concluida y fue abierta a los pasajeros.
En 2005, los trabajos de construcción de una nueva torre de control comenzaron y se prolongaron hasta el siguiente año. En 2006 se comenzó otra ampliación de pista, y en 2007 los planes para ampliar la terminal fueron aprobados.

## Aerolíneas y destinos

### Destinos nacionales
| Ciudades            | Nombre del aeropuerto                         | Aerolíneas            |
| Italia              | Italia                                        | Italia                |
| ------------------- | --------------------------------------------- | --------------------- |
| Cerdeña             |                                               |                       |
| Alghero             | Aeropuerto de Alghero-Fertilia                | Ryanair (estacional)  |
| Cagliari            | Aeropuerto de Cagliari-Elmas                  | Ryanair               |
| Olbia               | Aeropuerto de Olbia-Costa Smeralda            | Volotea (estacional)  |
| Emilia-Romaña       |                                               |                       |
| Bolonia             | Aeropuerto de Bolonia                         | Ryanair               |
| Friul-Venecia Julia |                                               |                       |
| Trieste             | Aeropuerto de Trieste - Friuli Venezia Giulia | Ryanair               |
| Lacio               |                                               |                       |
| Roma                | Aeropuerto de Roma-Fiumicino                  | ITA Airways / Ryanair |
| Liguria             |                                               |                       |
| Génova              | Aeropuerto de Génova                          | Ryanair               |
| Lombardía           |                                               |                       |
| Bérgamo             | Aeropuerto de Bérgamo-Orio al Serio           | Ryanair               |
| Milán               | Aeropuerto de Milán-Malpensa                  | EasyJet / Ryanair     |
| Milán               | Aeropuerto de Milán-Linate                    | ITA Airways           |
| Piamonte            |                                               |                       |
| Turín               | Aeropuerto de Turín-Caselle                   | Ryanair               |
| Sicilia             |                                               |                       |
| Catania             | Aeropuerto de Catania-Fontanarossa            | Ryanair               |
| Palermo             | Aeropuerto de Palermo-Punta Raisi             | Ryanair               |
| Toscana             |                                               |                       |
| Pisa                | Aeropuerto de Pisa                            | Ryanair               |
| Véneto              |                                               |                       |
| Venecia             | Aeropuerto Internacional Marco Polo           | Ryanair               |
| Verona              | Aeropuerto de Verona-Villafranca              | Ryanair               |

### Destinos internacionales
| Ciudades por países  | Nombre del aeropuerto                                           | Aerolíneas                                     |
| África               | África                                                          | África                                         |
| -------------------- | --------------------------------------------------------------- | ---------------------------------------------- |
| Egipto               |                                                                 |                                                |
| Marsa Alam           | Aeropuerto Internacional de Marsa Alam                          | Neos (via NAP) (estacional)                    |
| Sharm el-Sheij       | Aeropuerto Internacional de Sharm el-Sheij                      | Air Cairo / Neos                               |
| América del Norte    |                                                                 |                                                |
| Estados Unidos       |                                                                 |                                                |
| Nueva York           | Aeropuerto Internacional John F. Kennedy                        | Neos (estacional)                              |
| Asia                 |                                                                 |                                                |
| Armenia              |                                                                 |                                                |
| Ereván               | Aeropuerto Internacional de Zvartnots                           | Wizz Air (inicia el 26 de octubre de 2025)     |
| Israel               |                                                                 |                                                |
| Tel Aviv             | Aeropuerto Internacional Ben Gurión                             | Ryanair                                        |
| Europa               |                                                                 |                                                |
| Albania              |                                                                 |                                                |
| Tirana               | Aeropuerto Internacional Madre Teresa                           | Ryanair / Wizz Air                             |
| Alemania             |                                                                 |                                                |
| Berlín               | Aeropuerto de Berlín-Brandeburgo                                | Ryanair                                        |
| Colonia              | Aeropuerto de Colonia/Bonn                                      | Eurowings (estacional)                         |
| Düsseldorf           | Aeropuerto de Düsseldorf                                        | Eurowings (estacional)                         |
| Fráncfort del Meno   | Aeropuerto de Fráncfort del Meno                                | Discover Airlines                              |
| Hahn                 | Aeropuerto de Fráncfort-Hahn                                    | Ryanair                                        |
| Hamburgo             | Aeropuerto de Hamburgo                                          | Eurowings (estacional)                         |
| Karlsruhe            | Aeropuerto de Karlsruhe/Baden Baden                             | Ryanair                                        |
| Múnich               | Aeropuerto de Múnich-Franz Josef Strauss                        | Air Dolomiti                                   |
| Núremberg            | Aeropuerto de Núremberg-Albrecht Dürer                          | Ryanair                                        |
| Stuttgart            | Aeropuerto de Stuttgart                                         | Eurowings (estacional)                         |
| Weeze                | Aeropuerto de Baja Renania                                      | Ryanair                                        |
| Austria              |                                                                 |                                                |
| Linz                 | Aeropuerto de Linz                                              | Ryanair                                        |
| Viena                | Aeropuerto Internacional de Viena                               | Austrian Airlines (estacional) / Ryanair       |
| Bélgica              |                                                                 |                                                |
| Bruselas             | Aeropuerto de Bruselas-National                                 | Transavia (estacional)                         |
| Bruselas             | Aeropuerto de Charleroi-Bruselas Sur                            | Ryanair                                        |
| Bosnia y Herzegovina |                                                                 |                                                |
| Mostar               | Aeropuerto de Mostar                                            | SkyAlps (estacional)                           |
| Bulgaria             |                                                                 |                                                |
| Sofía                | Aeropuerto de Sofía                                             | Ryanair / Wizz Air                             |
| Croacia              |                                                                 |                                                |
| Dubrovnik            | Aeropuerto de Dubrovnik                                         | Ryanair (estacional) / Volotea (estacional)    |
| Split                | Aeropuerto de Split                                             | Volotea (estacional)                           |
| Zadar                | Aeropuerto de Zadar                                             | Ryanair (estacional)                           |
| Dinamarca            |                                                                 |                                                |
| Copenhague           | Aeropuerto de Copenhague-Kastrup                                | Norwegian (estacional) / SAS (estacional)      |
| Eslovaquia           |                                                                 |                                                |
| Bratislava           | Aeropuerto de Bratislava-Milan Rastislav Štefánik               | Ryanair                                        |
| España               |                                                                 |                                                |
| Alicante             | Aeropuerto de Alicante-Elche Miguel Hernández                   | Ryanair (estacional)                           |
| Barcelona            | Aeropuerto Josep Tarradellas Barcelona-El Prat                  | Vueling                                        |
| Bilbao               | Aeropuerto de Bilbao                                            | Volotea (estacional)                           |
| Gerona               | Aeropuerto de Gerona                                            | Ryanair (estacional)                           |
| Ibiza                | Aeropuerto de Ibiza                                             | Ryanair (estacional)                           |
| Madrid               | Aeropuerto Adolfo Suárez Madrid-Barajas                         | Ryanair                                        |
| Málaga               | Aeropuerto de Málaga-Costa del Sol                              | Ryanair                                        |
| Sevilla              | Aeropuerto de Sevilla                                           | Ryanair                                        |
| Tenerife             | Aeropuerto de Tenerife Sur                                      | Neos (estacional)                              |
| Valencia             | Aeropuerto de Valencia                                          | Ryanair                                        |
| Francia              |                                                                 |                                                |
| Beauvais             | Aeropuerto de París-Beauvais                                    | Ryanair                                        |
| Burdeos              | Aeropuerto de Burdeos-Mérignac                                  | Volotea (estacional)                           |
| Lyon                 | Aeropuerto de Lyon-Saint Exupéry                                | EasyJet (estacional) / Volotea (estacional)    |
| Marsella             | Aeropuerto de Marsella-Provenza                                 | Ryanair (estacional)                           |
| Niza                 | Aeropuerto de Niza-Costa Azul                                   | EasyJet (estacional)                           |
| París                | Aeropuerto de París-Charles de Gaulle                           | Air France (estacional) / easyJet (Estacional) |
| París                | Aeropuerto de París-Orly                                        | Transavia                                      |
| Toulouse             | Aeropuerto de Toulouse-Blagnac                                  | Ryanair                                        |
| Grecia               |                                                                 |                                                |
| Atenas               | Aeropuerto Internacional Eleftherios Venizelos                  | Ryanair / Volotea (estacional)                 |
| Cefalonia            | Aeropuerto Internacional de Cefalonia                           | Volotea (estacional)                           |
| Corfú                | Aeropuerto Internacional de Corfú-Ioannis Kapodistrias          | Volotea (estacional)                           |
| Cos                  | Aeropuerto Internacional de Kos-Hipócrates                      | Ryanair (estacional)                           |
| Heraclión            | Aeropuerto Internacional de Heraclión Nikos Kazantzakis         | Volotea (estacional)                           |
| La Canea             | Aeropuerto Internacional de La Canea                            | Ryanair (estacional)                           |
| Miconos              | Aeropuerto Nacional de Míconos                                  | Volotea (estacional)                           |
| Patras               | Aeropuerto de Patras                                            | Ryanair (estacional)                           |
| Préveza              | Aeropuerto de Préveza                                           | Volotea (estacional)                           |
| Rodas                | Aeropuerto Internacional de Rodas-Diágoras                      | Ryanair (estacional)                           |
| Santorini            | Aeropuerto de Santorini                                         | Ryanair (estacional) / Volotea (estacional)    |
| Scíathos             | Aeropuerto Internacional de Scíathos - Alexandros Papadiamantis | Ryanair (estacional)                           |
| Zacinto              | Aeropuerto Internacional de Zante                               | Ryanair (estacional) / Volotea (estacional)    |
| Hungría              |                                                                 |                                                |
| Budapest             | Aeropuerto Internacional de Budapest-Ferenc Liszt               | Ryanair / Wizz Air                             |
| Irlanda              |                                                                 |                                                |
| Dublín               | Aeropuerto de Dublín                                            | Ryanair (estacional)                           |
| Lituania             |                                                                 |                                                |
| Kaunas               | Aeropuerto de Kaunas                                            | Ryanair (estacional)                           |
| Luxemburgo           |                                                                 |                                                |
| Luxemburgo           | Aeropuerto de Luxemburgo                                        | Luxair                                         |
| Macedonia del Norte  |                                                                 |                                                |
| Skopie               | Aeropuerto de Skopie                                            | Wizz Air (inicia el 27 de octubre de 2025)     |
| Moldavia             |                                                                 |                                                |
| Chisináu             | Aeropuerto Internacional de Chisináu                            | Wizz Air (inicia el 27 de octubre de 2025)     |
| Noruega              |                                                                 |                                                |
| Oslo                 | Aeropuerto de Oslo-Gardermoen                                   | Norwegian (estacional)                         |
| Países Bajos         |                                                                 |                                                |
| Ámsterdam            | Aeropuerto de Ámsterdam-Schiphol                                | Transavia                                      |
| Polonia              |                                                                 |                                                |
| Breslavia            | Aeropuerto de Breslavia-Copérnico                               | Wizz Air (estacional)                          |
| Cracovia             | Aeropuerto de Cracovia-Juan Pablo II                            | Ryanair                                        |
| Katowice             | Aeropuerto Internacional de Katowice                            | Ryanair                                        |
| Poznan               | Aeropuerto de Poznan-Ławica (Polonia)                           | Ryanair                                        |
| Varsovia             | Aeropuerto de Varsovia-Chopin                                   | Wizz Air                                       |
| Varsovia             | Aeropuerto de Varsovia-Modlin                                   | Ryanair                                        |
| Portugal             |                                                                 |                                                |
| Oporto               | Aeropuerto Francisco Sá Carneiro                                | Ryanair (estacional)                           |
| Reino Unido          |                                                                 |                                                |
| Edimburgo            | Aeropuerto de Edimburgo                                         | Ryanair (estacional)                           |
| Londres              | Aeropuerto de Londres-Gatwick                                   | British Airways (estacional)                   |
| Londres              | Aeropuerto de Londres-Stansted                                  | Ryanair                                        |
| República Checa      |                                                                 |                                                |
| Praga                | Aeropuerto de Praga                                             | Ryanair                                        |
| Rumania              |                                                                 |                                                |
| Bucarest             | Aeropuerto de Bucarest-Băneasa                                  | Ryanair (inicia el 31 de octubre de 2025)      |
| Bucarest             | Aeropuerto Internacional de Bucarest-Henri Coandă               | Wizz Air                                       |
| Cluj-Napoca          | Aeropuerto de Cluj-Napoca                                       | Wizz Air (estacional)                          |
| Craiova              | Aeropuerto de Craiova                                           | Wizz Air                                       |
| Serbia               |                                                                 |                                                |
| Belgrado             | Aeropuerto de Belgrado-Nikola Tesla                             | Air Serbia                                     |
| Suecia               |                                                                 |                                                |
| Estocolmo            | Aeropuerto de Estocolmo-Arlanda                                 | Norwegian (estacional)                         |
| Suiza                |                                                                 |                                                |
| Basilea              | Aeropuerto de Basilea                                           | EasyJet (estacional)                           |
| Ginebra              | Aeropuerto de Ginebra                                           | EasyJet (estacional)                           |
| Zúrich               | Aeropuerto de Zúrich                                            | Edelweiss Air (estacional)                     |
| Turquía              |                                                                 |                                                |
| Estambul             | Aeropuerto Internacional de Estambul                            | Turkish Airlines                               |

## Estadísticas

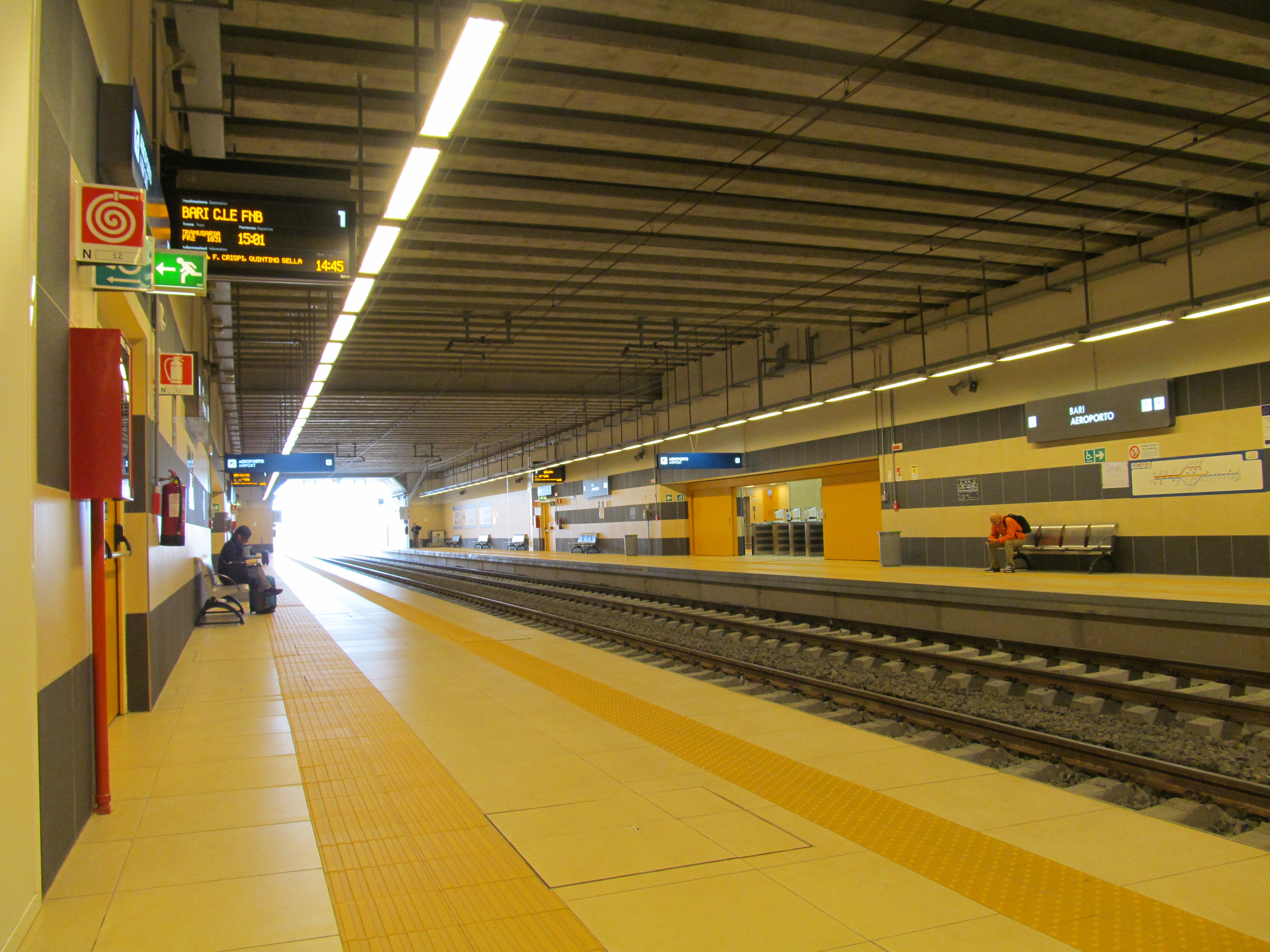
Estación Bari Aeroporto

Red de Ferrotramviaria

Ver fuente y consulta Wikidata.

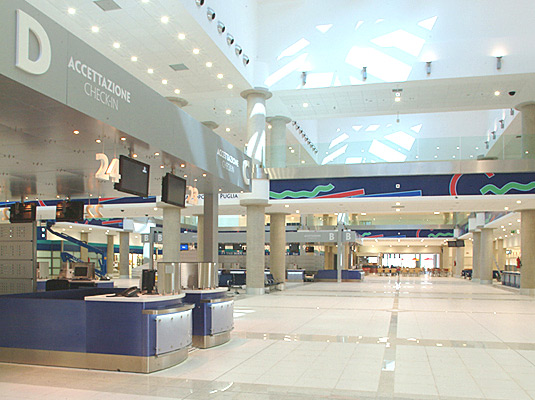
Salida
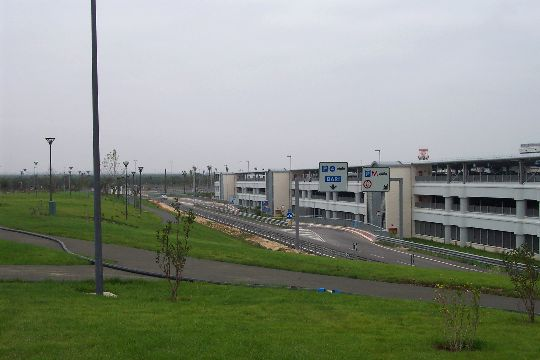
aparcamiento
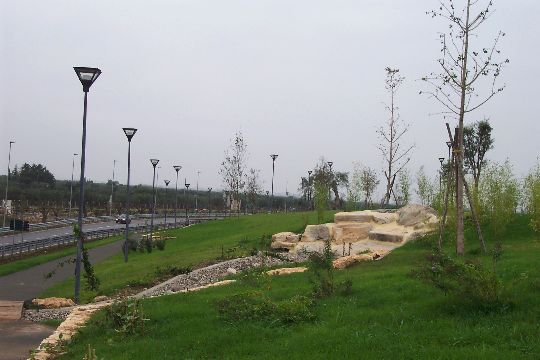
Parque

## Accidentes e incidentes
- El 6 de agosto de 2005, el Vuelo 1153 de Tuninter, un ATR 72 de Tuninter en ruta de Bari a Djerba, Túnez, sobrevolaba el Mar Mediterráneo a unas 18 millas de la ciudad de Palermo. Dieciséis de las treinta y nueve personas a bordo murieron. El accidente fue provocado por un fallo de combustible por colocar el indicador de cantidad de un ATR 42 en el ATR 72.[2]